# Choo-Choo Coleman
Clarence "Choo-Choo" Coleman (Bamberg (Carolina do Sul), 25 de agosto de 1937 - Orlando (Flórida), 15 de agosto de 2016) foi um jogador da Liga Principal de Beisebol que jogou receptor no Philadelphia Phillies e os New York Mets.[carece de fontes?]